# Adopcja (film 1975)
Adopcja (węg. Örökbefogadás) – węgierski czarno-biały dramat z 1975 roku w reżyserii Márty Mészáros.

## Fabuła
42-letnia wdowa Kata mieszka na wsi i jest robotnicą w fabryce. Spotyka się z żonatym Jóską. Chciałaby mieć z nim dziecko, jednakże on odmawia. Pewnego dnia trafia do niej Anna, która uciekła z domu dziecka. Kata zaprzyjaźnia się z nią, a po pewnym czasie postanawia ją adoptować.

## Obsada
- Kati Berek – Kata Csentes
- László Szabó – Jóska
- Péter Fried – Sanyi
- Gyöngyvér Vigh – Anna Bálint
- Árpád Perlaky – lekarz

## Nagrody
Film zdobył Złotego Niedźwiedzia na 25. MFF w Berlinie. Był także węgierskim kandydatem do Oscara dla najlepszego filmu nieanglojęzycznego w 1976 roku, ale nie otrzymał nominacji. Został również zaprezentowany na MFF w Londynie w 1975 roku.